# مارتاپورا

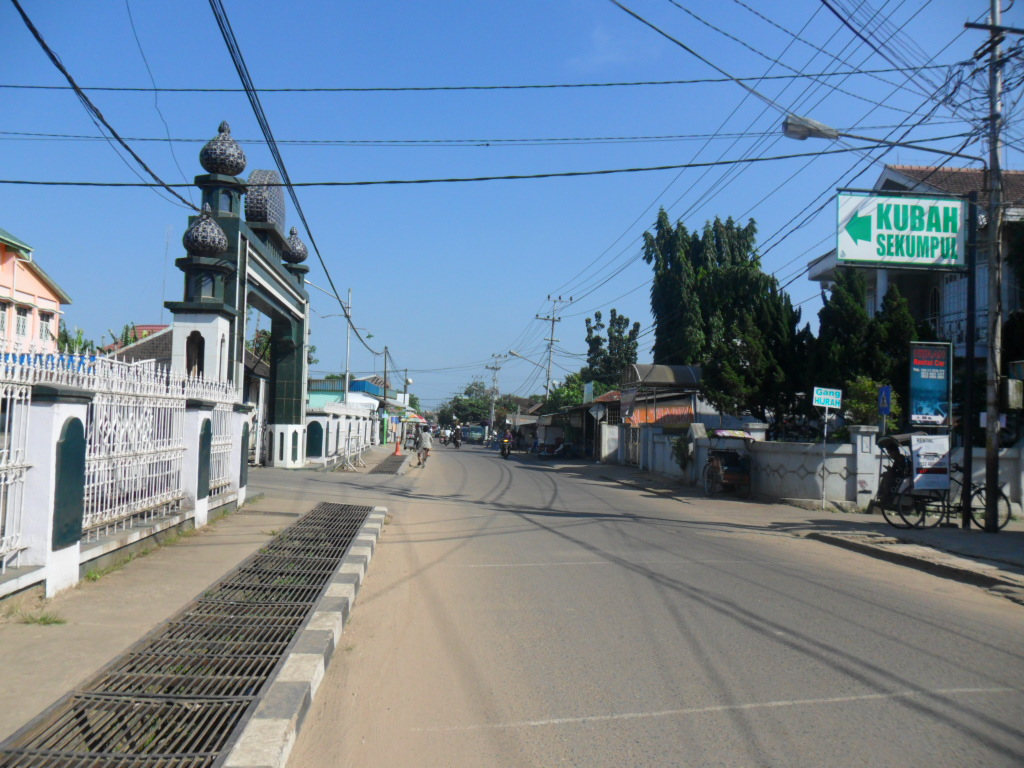
نمایی از مارتاپورا، شهری در استان کالیمانتان جنوبی کشور اندونزی - ۲۰۱۱

مارتاپورا (اندونزیایی: Martapura) شهری در استان کالیمانتان جنوبی کشور اندونزی است. جمعیت این شهر بر اساس سرشماری سال ۱۹۹۰ میلادی ۱۰۵٫۱۳۶ تن بوده که در سال ۲۰۰۷ میلادی به ۱۳۴٫۸۱۸ نفر افزایش یافته‌است.